# Hildegard Behrens
Hildegard Behrens (Varel, 9 de febrero de 1937-Tokio, 18 de agosto, de 2009) fue una soprano dramática alemana, conocida por su extenso repertorio, que incluye obras de Wagner, Weber, Mozart, Richard Strauss, y Alban Berg.

## Biografía
Nació en Varel, en una familia aficionada a la música. Cada uno de sus hermanos aprendió a tocar un instrumento. Ella aprendió el violín. Estudió Derecho, graduándose en la Universidad Albert Ludwig de Friburgo de Brisgovia antes de dedicarse plenamente al canto. Estudió con Ines Leuwen en la Academia de Música de Friburgo.

## Carrera
Debutó como Condesa en Las bodas de Fígaro en Friburgo en 1971 y al año siguiente se convirtió en un miembro de la Ópera alemana de Berlín. Allí destacó como Agathe en Der Freischütz, Giorgetta (Il tabarro) y Elsa (Lohengrin). En 1974 interpretó Katia Kabanová (en Frankfurt) y Marie (de Wozzeck, en Düsseldorf). En 1976 debutó en el Covent Garden, con Leonore (Fidelio) y ese mismo año, el 15 de octubre, en el Metropolitan Opera de Nueva York como Giorgetta.
Es destacada la interpretación que hizo de Salomé en el Festival de Salzburgo de 1977 con dirección de Herbert von Karajan. Encarnó a la Emperatriz en La mujer sin sombra en la Ópera de París (1980). Fue Brunilda en el Festival de Bayreuth de 1983, con dirección de Georg Solti.
En 1995 debutó en el Teatro Colón de Buenos Aires con Elektra regresando en 1998 para El Ocaso de los Dioses.
Además de la ópera, ha cantado otras piezas vocales como la Canción de la Reina Mary de Elgar, Nuits d'été de Berlioz o Shéhérazade de Ravel.

## Voz y papeles
El crítico Alan Blyth destaca de Hildegard Behrens su habilidad para "comunicar con la voz, el cuerpo y el intelecto, de manera que cada papel que interpreta se convierte en una experiencia emocional de impresionante fuerza". Rolf Fath, igualmente, señala que combina "la destreza vocal con una actuación escénica apasionada y una interpretación inteligente"
Como soprano dramática ha destacado en papeles de mujer fuerte, como son los personajes de Richard Wagner y de Richard Strauss, en los que ha destacado:
- Richard Strauss: Salomé, Elektra y La Tintorera en La Mujer sin sombra.
- Richard Wagner: Elsa (Lohengrin), Senta (El holandés errante), Isolda (Tristán e Isolda), Brunilda (La Valquiria).

Son igualmente legendarias sus interpretaciones del papel principal de Katarina Ismailova en la ópera de Dmitri Shostakóvich Lady Macbeth en el distrito de Msensk y las de Leoš Janáček: Jenufa y El caso Makropulos. Luciano Berio compuso para ella la ópera Cronaca del Luogo, estrenada en el festival de Salzurgo de 1999.

## Premios
- Premio Grammy de 1990 por la Mejor Grabación de Ópera: La Valquiria, de Richard Wagner, con la Orquesta del Metropolitan Opera.

## Interpretaciones
Disponibles en DVD: 
- El Anillo del Nibelungo, con James Levine dirigiendo a la Orquesta del Metropolitan Opera en 1990 (DG, 073 043-9).
- Tosca: Hildegard Behrens (Floria Tosca), Plácido Domingo (Mario Cavaradossi), Cornell McNeil (Il barone Scarpia). Dirección de Giuseppe Sinopoli. Orquesta y coro del Metropolitan Opera, 1985.

## Discografía parcial
- Berlioz: Les Nuits d'été; Ravel: Shéherazade; Debussy: La damoiselle élue - Hildegard Behrens & Elly Ameling, Philips/Decca
- Boito: Mefistofele - Abbado/Raimondi/Carreras/Plowright, 1987 Deutsche Grammophon
- Strauss, R., La mujer sin sombra - Solti/Domingo/Varady/Van Dam, 1991 Decca - Grammy Award for Best Opera Recording 1993
- Strauss, R., Elektra - Boston Symphony Orchestra/Hildegard Behrens/Seiji Ozawa, 1989 Decca
- Wagner, El holandés errante - Dohnanyi/Hale/Behrens/Rydl, 1991 Decca
- Wagner, Tristan und Isolde - Hildegard Behrens/Leonard Bernstein/Peter Hofmann/Symphonieorchester des Bayerischen Rundfunks, 1993 Philips
- Wagner, Die Walküre - Kurt Moll/Gary Lakes/Metropolitan Opera Orchestra/Jessye Norman/James Levine/Hildegard Behrens, 2011 Deutsche Grammophon